# TFDP2
TFDP2‏ (Transcription factor Dp-2) هوَ بروتين يُشَفر بواسطة جين TFDP2 في الإنسان. الذي يترابط مع E2F، وهو منشط نسخي رئيسي يشارك في تنظيم دورة الخلية.